# Classe Hyuga
La classe Hyuga è costituita da 2 unità portaeromobili in servizio con la Forza marittima giapponese di autodifesa, la Hyuga (DDH-181), unità capoclasse, e la Ise (DDH-182).
Costruite nel periodo 2006-2011, sono entrate in servizio rispettivamente nel 2009 e nel 2011. Sono ambedue classificate ufficialmente come cacciatorpediniere portaelicotteri (DDH) per ragioni di immagine interna dovuta alle restrizioni costituzionali delle forze armate che hanno fatto seguito alla seconda guerra mondiale.

## Caratteristiche
Le Hyuga sono delle navi tuttoponte con un'isola sul lato di destra, e un dispositivo di tipo CIWS sulla prua e a poppa. Con il loro dislocamento di 19.000 tonnellate sono in realtà delle portaerei leggere che attualmente operano con elicotteri antisommergibile SH60-J. Le 4 turbine a gas LM2500 in configurazione COmbined Gas turbine And Gas turbine (COGAG), sono suddivise in due coppie, e ciascuna fa girare attraverso un gruppo di ingranaggi di riduzione un asse e un'elica. Ognuno dei motori fornisce circa 25.000 cavalli vopore, con una potenza complessiva quindi di 100.000 cavalli vapore.

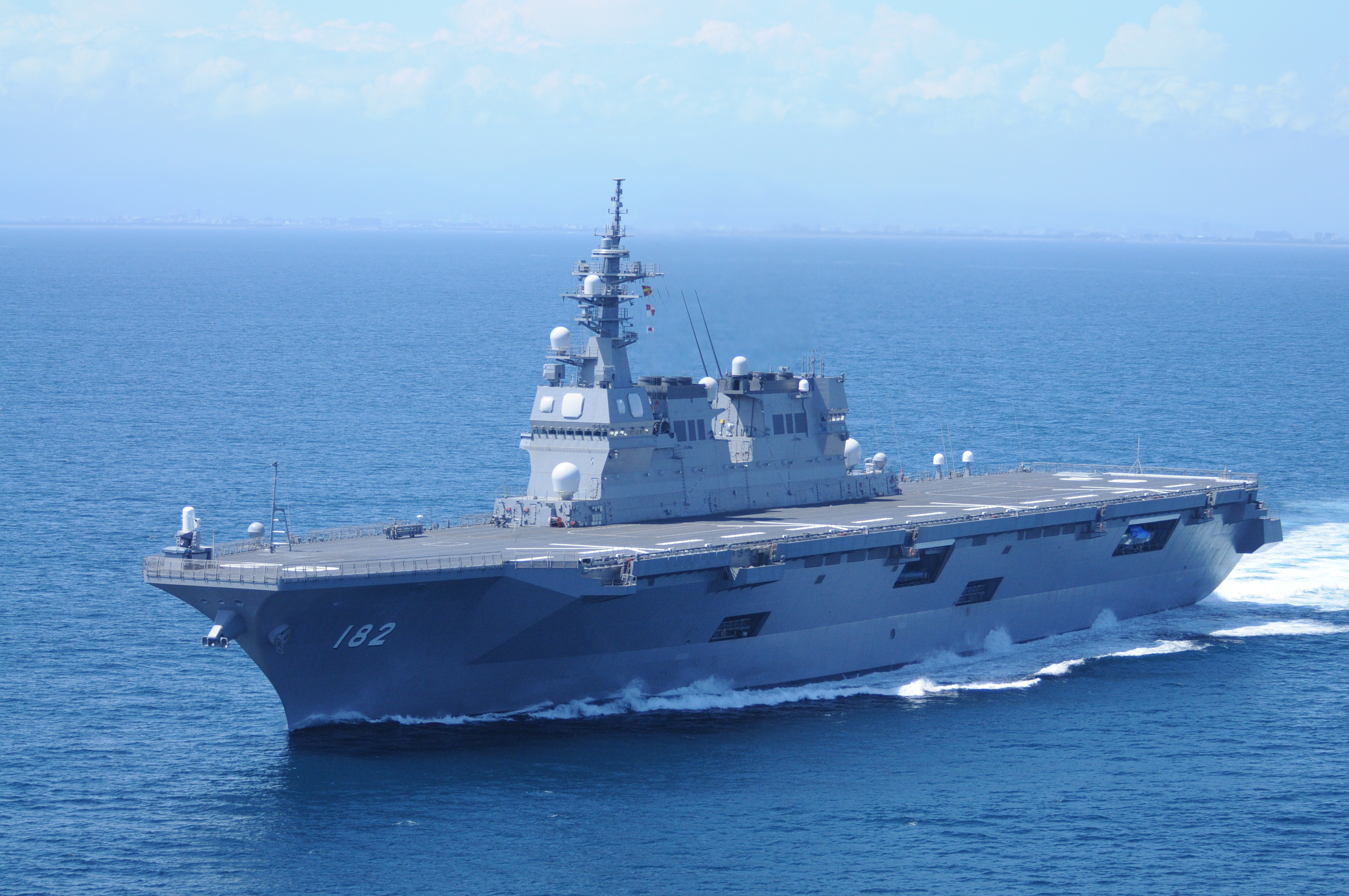
La DDH-182.
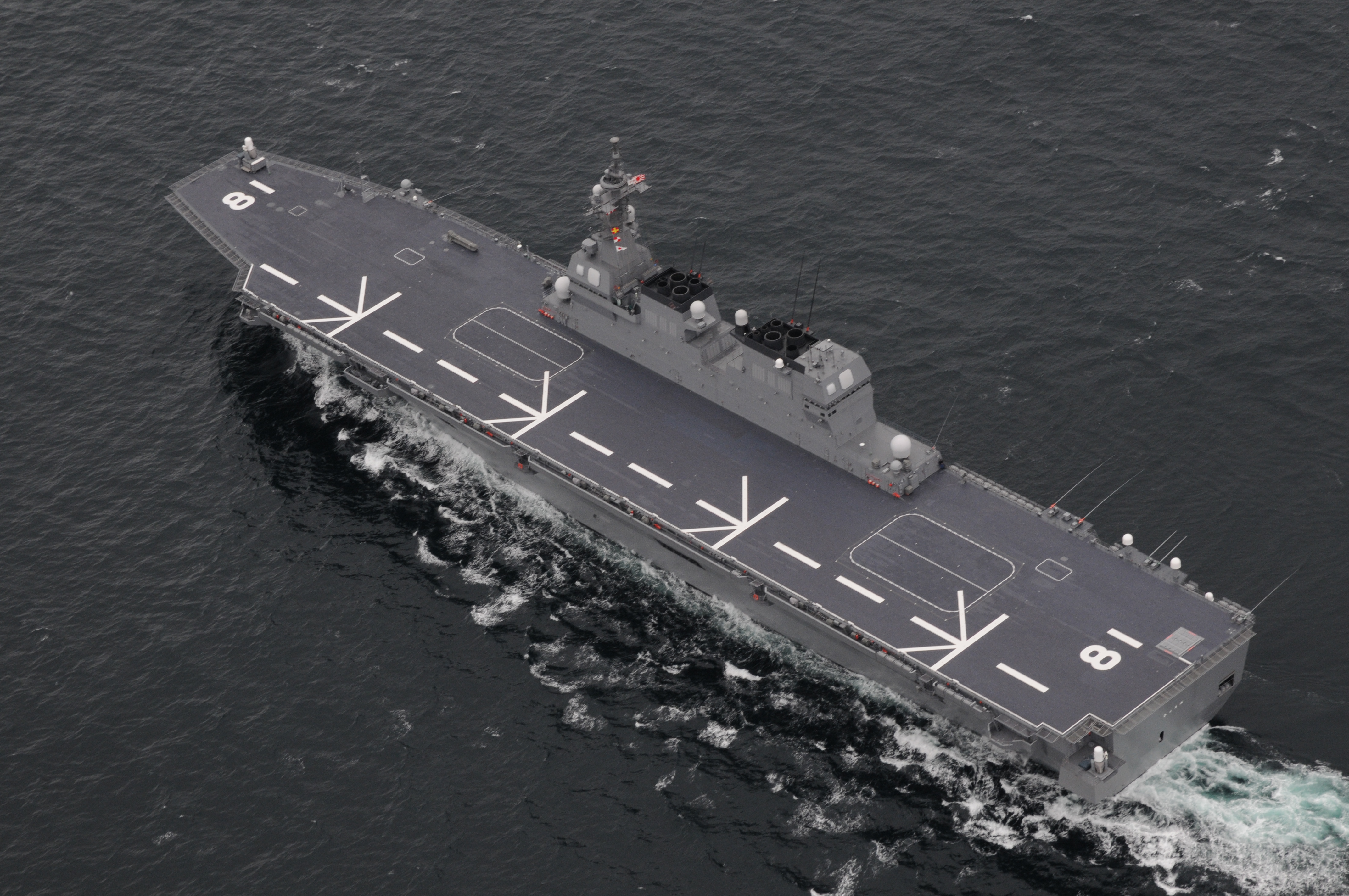
La DDH-181 vista dall'alto.
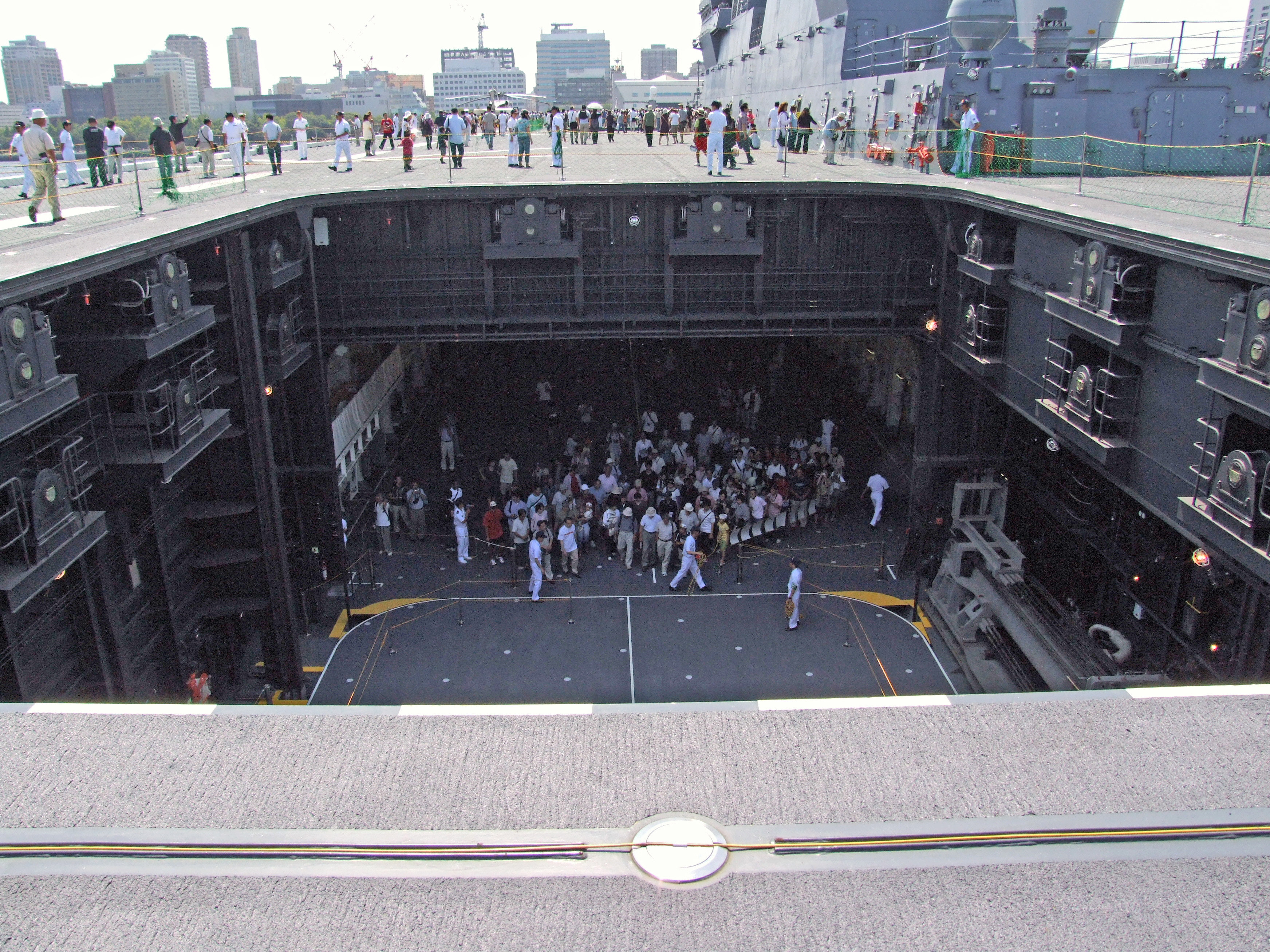
L'ascensore.
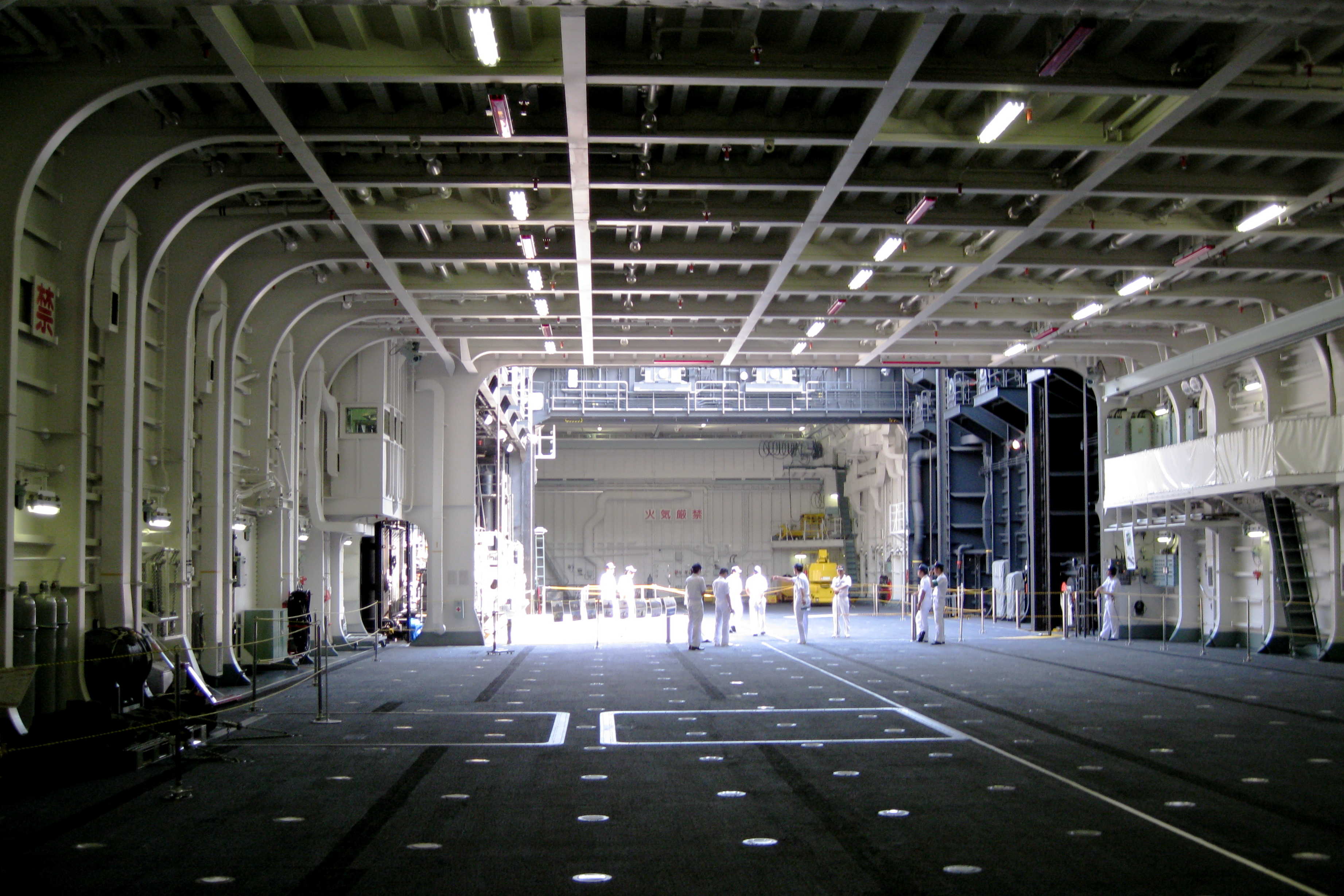
Interno dell'hangar.

## Dotazione elettronica
La dotazione elettronica è molto avanzata rispetto alle precedenti navi della JMSDF, ed è simile a quella dei cacciatorpediniere Akizuki, con i quali condivide il medesimo tipo di radar, il Mitsubishi Electric FCS-3. Il sistema di controllo del tiro viene gestito da un OYQ-10 ACDS (Advanced Combat Direction System), integrato nell'ATECS (Advanced Technology Combat System), che utilizza il radar di scoperta aerea FCS-3. Quest'ultimo è un radar AESA (Active Electronically Scanned Array) dotato di otto antenne planari, suddivise in due coppie su quattro facce montate sulla torre. 

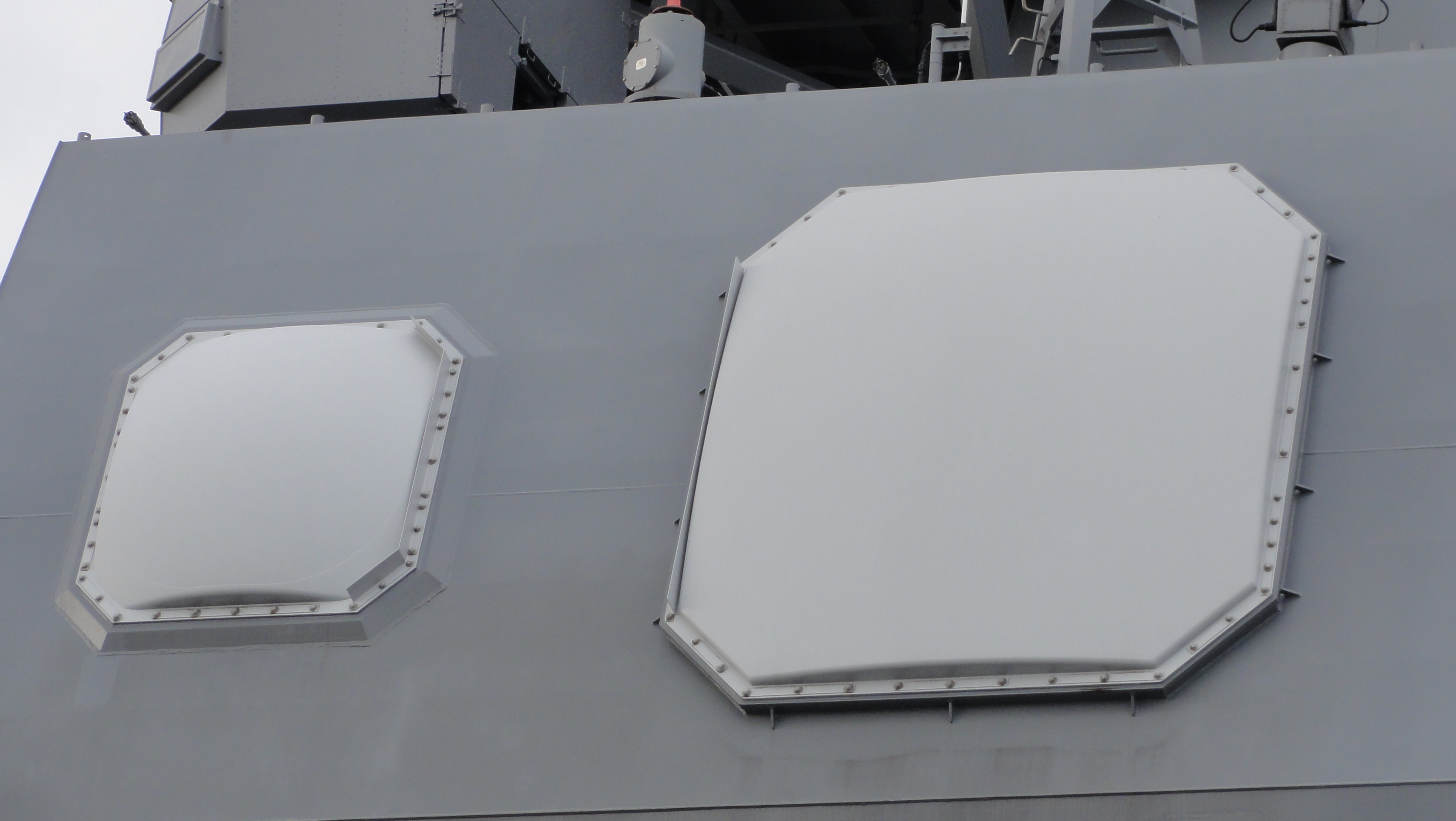
Le antenne planari del radar FCS-3.

Avendo capacità multifunzionali, il radar FCS-3 può essere impiegato sia per la scoperta aerea, sia per l'ingaggio e l'intercettazione dei bersagli. Ciò è evidentemente indispensabile per i missili RIM-162 ESSM che hanno un sistema di guida semiattiva, il quale necessita dell'illuminazione del bersaglio da parte del radar della nave.

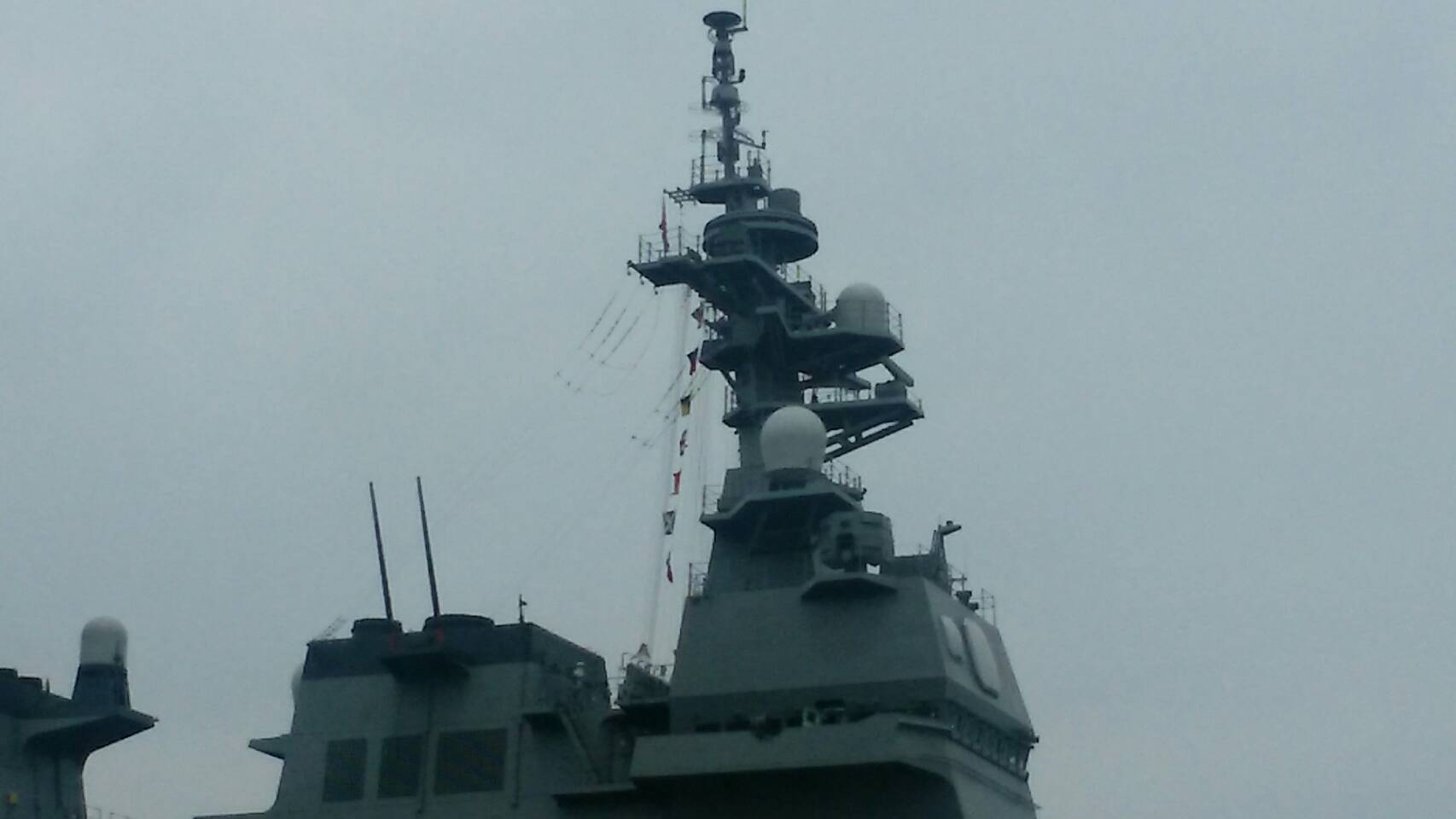
L'albero della Hyuga (DDH-181) con le varie antenne e i dispositivi elettronici.

Per la guerra elettronica è disponibile un apparato NOLQ-3C che è in grado di rilevare e disturbare i segnali radio, così da poter interferire efficacemente con i radar avversari e impedirne il corretto funzionamento.
I sensori per la guerra sottomarina sono particolarmente curati con un sonar integrato OQQ-21 che unisce un sonar di prua di tipo cilindrico e un sonar equipaggiato con due file di sensori a cortina (array) disposti sui fianchi della nave nella parte posteriore. Le dimensioni di questa installazione, e il conseguente miglioramento delle prestazioni, ha comportato l'inutilità dell'adozione di un sonar trainato che è quindi assente.

## Armamento
Nonostante siano evidentemente delle portaeromobili a pieno titolo, queste navi hanno però conservato una natura ibrida, avendo mantenuto l'armamento completo dei cacciatorpediniere, con avanzate capacità antiaeree e antisom. Infatti montano un lanciatore verticale Mk 41 con 16 celle che contengono 16 missili Evolved Sea Sparrow (ESSM) in configurazione quad-pack (ossia 4 missili per ogni cella) e 12 missili antisommergibile RUM-139 VL-ASROC. 

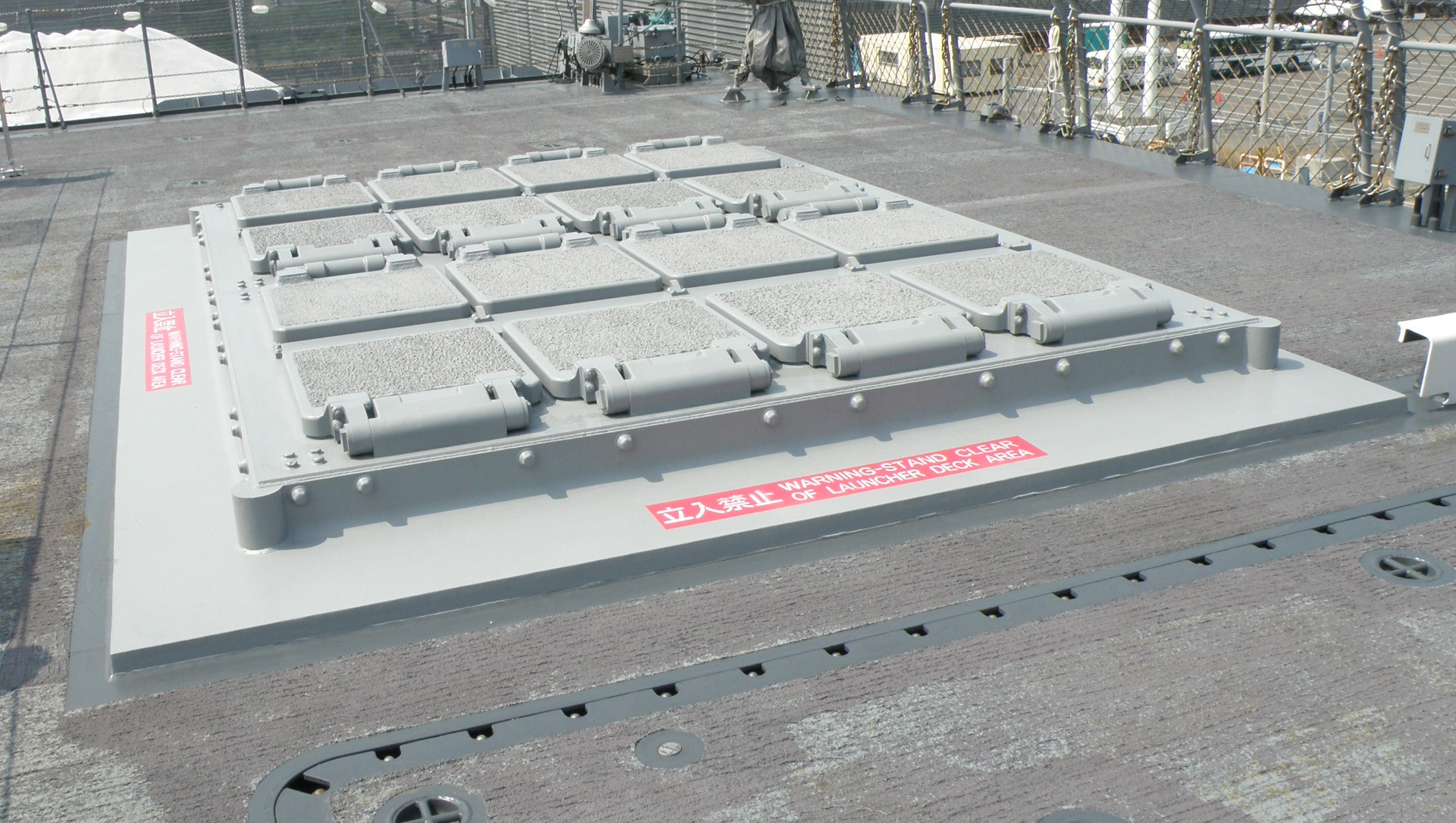
Il lanciatore verticale Mk 41 contenente i missili ESSM e VL-ASROC.

Inoltre sono disponibili due lanciasiluri tripli Type 68 (versione giapponese dell'Mk 32) per siluri da 324 mm, che possono essere impiegati contro navi e sottomarini. Completano l'armamento i due sistemi Phalanx per la difesa di punto con cannoni Vulcan da 20 mm, e 7 postazioni per mitragliatrici da 12,7 mm.

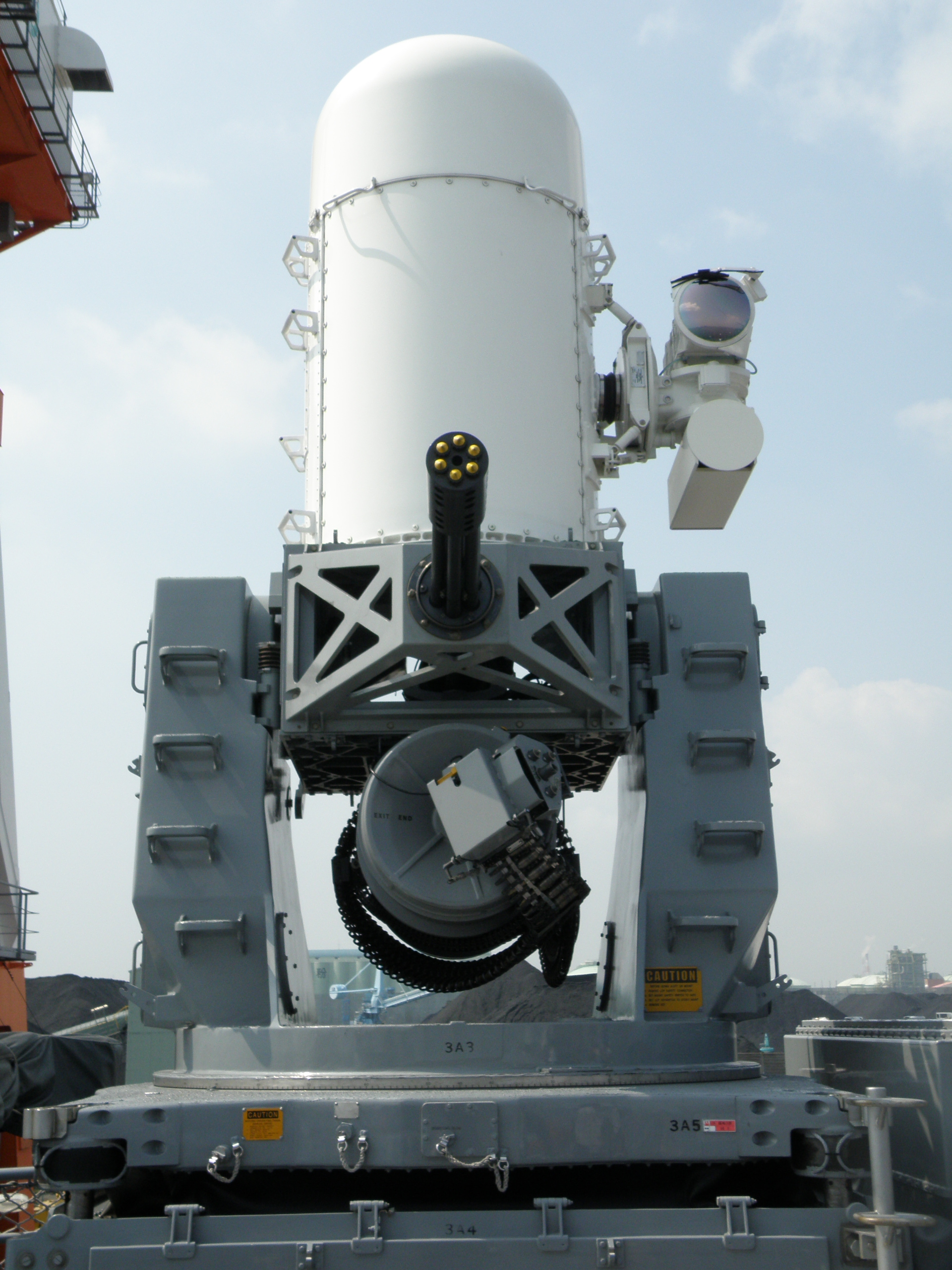
Il sistema Phalanx con il cannone da 20 mm.

La componente aerea è rappresentata dagli elicotteri antisom SH-60J/K, normalmente presenti in un gruppo di tre unità,  ma che possono arrivare comunque fino a un numero massimo di 11 in caso di necessità.

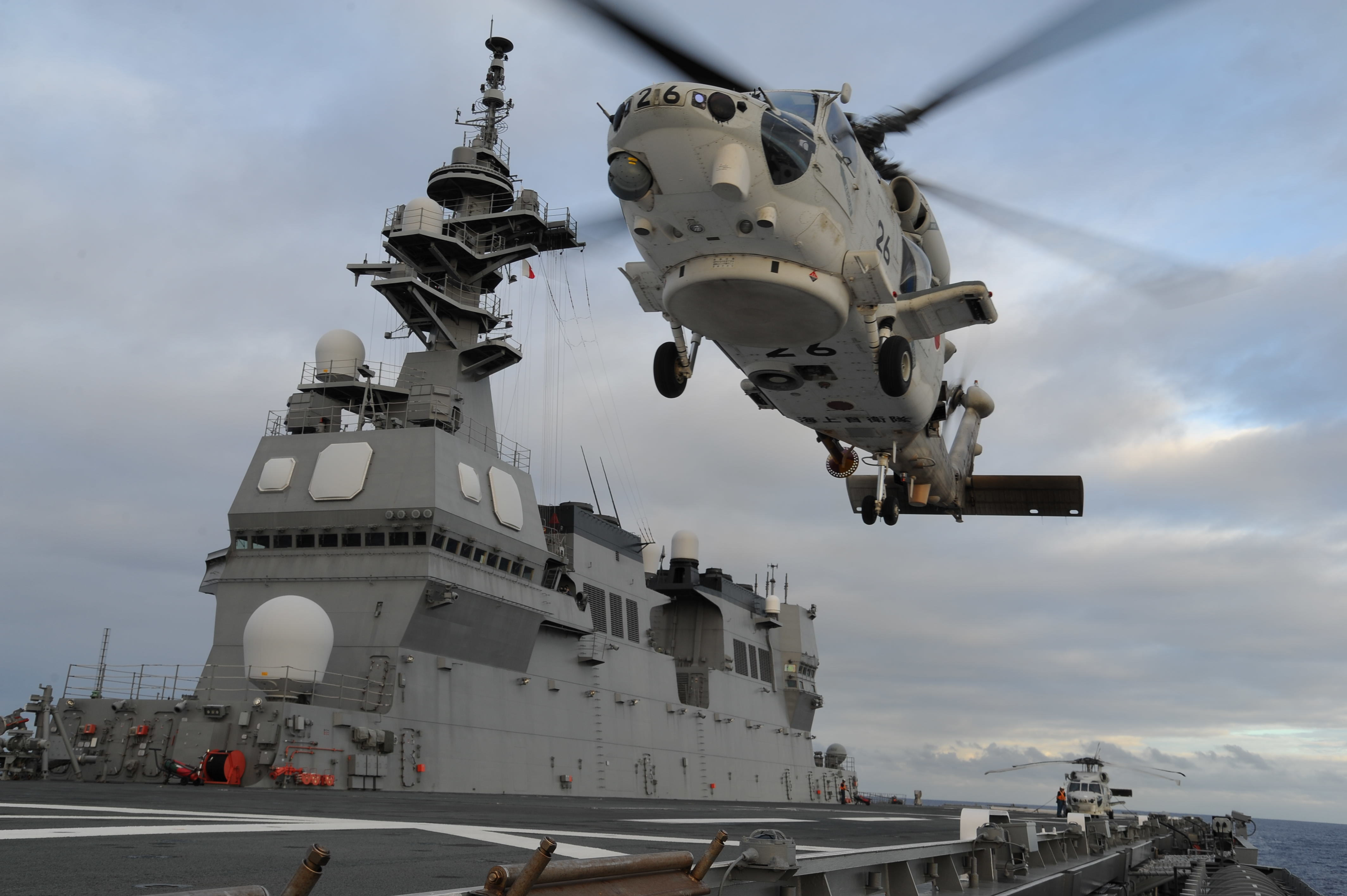
L'appontaggio di un elicottero SH-60J.

Insieme a questi tre elicotteri si aggiunge semopre anche un MCH-101 AMCM (Airborne Mine Countermeasures) utilizzato nella lotta contro le mine. La funzione prevalente è l'impiego di questi elicotteri per la sorveglianza e il pattugliamento, e per il contrasto alle minacce sottomarine. Le Hyuga possono comunque imbarcare anche elicotteri per l'attacco al suolo, in servizio nella JGSDF, e ciò avviene regolarmente durante le esercitazioni congiunte.

## Servizio operativo
La Hyuga è entrata in servizio il 18 marzo 2008, ed è stata  assegnata alla 3ª Squadriglia (Dai san goei tai) della 3ª Flottiglia (Dai san goei taigun) di base a Maizuru. Invece l'Ise è entrata in servizio il 16 marzo 2009, ed è stata assegnata alla 2ª Squadriglia (Dai ni goei tai) della 2ª Flottiglia (Dai ni goei taigun) di stanza nella base navale di Sasebo.
Normalmente le due unità sono impiegate per il pattugliamento e la sorveglianza, e in funzione antisom grazie agli elicotteri SH-60J/K Seahawk, ma in caso di necessità possono essere utilizzate anche per il trasporto di veicoli militari, mezzi blindati ed elicotteri d'attacco, quindi come navi d'assalto anfibio.

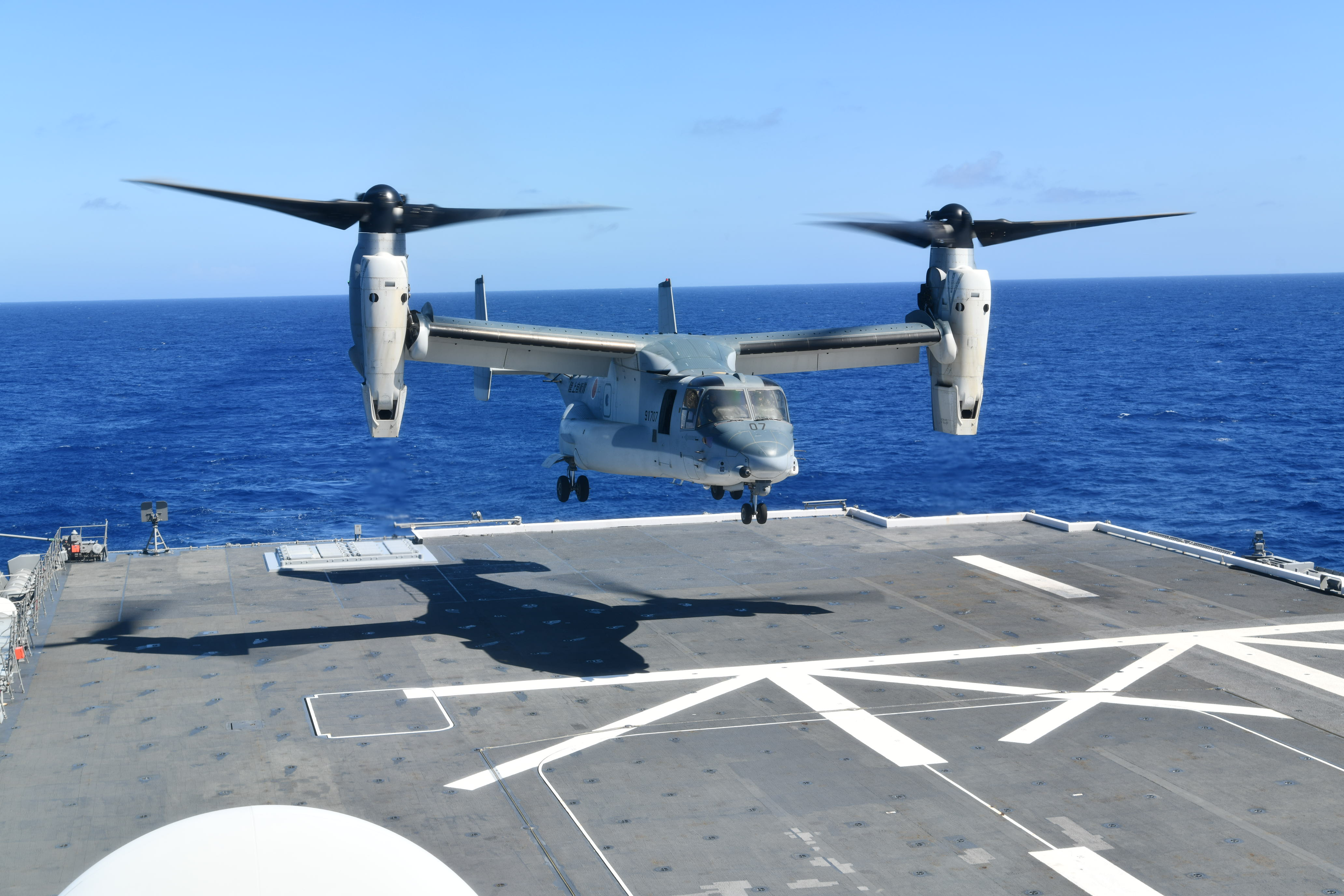
L'appontaggio di un convertplano V-22 Osprey sul ponte di volo della portaeromobili Ise.

Fra le dotazioni che possono essere usate per tale scopo figurano i convertiplani V-22 Osprey in servizio nella JGSDF.

## Sviluppi
Le portaeromobili Hyuga sono state la base per lo sviluppo delle successive navi della classe Izumo, che sono poi diventate portaerei a tutti gli effetti in grado di operare con gli F-35B. Le Hyuga, quindi, si sono rivelate una valida piattaforma per la prova e la sperimentazione di soluzioni portate a compimento in seguito con le altre costruzioni navali.